# Nor Lípez
Nor Lípez é uma província da Bolívia localizada no departamento de Potosí, sua capital é a cidade de Colcha.